# 小杜父鱼
小杜父鱼（学名：Cottiusculus gonez），又名日本細杜父魚，為細杜父魚屬的其中一種。

## 分布
本魚分布於西北太平洋，包括中國、朝鮮半島、日本海、鄂霍次克海等海域。

## 深度
水深5至250公尺。

## 特徵
本魚體前部平扁，向後漸尖。頭大而寬腭稜和棘為皮膚所蓋。吻短而圓鈍，中央突起，眶眼隔窄而凹入。口中大，前位。上下頜、口蓋骨和鋤骨均具絨毛狀細齒。鰓蓋膜寬而相連。體無鱗，皮鬚軟。背鰭兩個，分離；第一背鰭小，硬棘細弱；第二背鰭長，有軟條12至13枚；臀鰭軟條12枚，與第二背鰭相似且相對；胸鰭圓寬，下部鰭條不分枝；腹鰭胸位；尾鰭截形。體灰褐色；頭及體側具橫斑，分別於眶間隔、第一背鰭基底、第二背鰭後部及尾柄處。腹面白色。第一背鰭上端黑色；第二背鰭、胸鰭及尾鰭具3至5條橫紋；腹鰭和臀鰭白色。體長可達10公分。

## 生態
海水底棲性小型魚類，產卵期大約在11至12月。

## 經濟利用
體型小，不具食用價值。